# 比利·林恩的中場戰事
《比利·林恩的中場戰事》（英語：Billy Lynn's Long Halftime Walk）是一部2016年上映的美國戰爭劇情片，由李安執導，尚-克里斯托夫·卡斯特里撰寫劇本。電影改編自班·方登所創作的小說《半場無戰事》。由喬·歐文、克莉絲汀·史都華、克里斯·塔克、蓋瑞特·荷德倫、馮·迪索和史提夫·馬丁主演。
電影正式於2015年4月在美國喬治亞州開拍。該片為索尼影視娛樂经三星影業負責發行，2016年11月11日全球同步上映。

## 劇情
19岁的德州士兵比利·林恩在伊拉克戰爭中戰鬥時（巷戰），為了将负伤的長官施洛姆拖至安全地带，鋌而走險衝鋒陷陣擊敗一名敵人的鏡頭剛好被攝影機捕捉到。这个勇敢的举动让他和他的B班战友们被媒体封神，开始为期一周的全国巡游庆祝之旅。旅行的终点，是到达拉斯隊的主场觀看感恩节赛。
達拉斯队公关代表乔什（本·普拉特 饰）和正在为B班谈电影合同的电影制片人艾伯特·布朗（克里斯·塔克 饰）陪同归国的B班战士乘坐加长豪华轿车前往赛场。倒叙镜头轉到比利跟施洛姆解釋自己參軍的理由，他的姐姐凯瑟琳（克里斯汀·斯图尔特 饰）遭遇车祸受到重傷，其未婚夫卻在醫院就抛弃了她，比利因此憤而砸毀對方的車，後來法庭判其社會服務令，發配充軍。凯瑟琳對此感到非常內疚，認為是自己害得弟弟必須到隨時會戰死的伊拉克戰場上賭命。
抵达体育场，一大波球迷向B班表达对其英勇行为的感激和对伊拉克战争极端爱国主义式的盲目支持。在新闻发布会上，比利察觉到啦啦队队员菲珊（麦肯兹·利 饰）对他频送秋波。会后，菲珊走过来跟他搭讪。他坦言，因人生中最糟糕的一天被表彰很是尴尬，引导菲珊开解他，两人随即坠入爱河並在舞台後發生關係。
比赛进行时，比利回想起伊拉克的岁月，每逢闲暇时光，施洛姆便会向他传授人生见解和经验。此時，比利接到一通來自凯瑟琳介紹的医生的电话，医生說凯瑟琳想請他安排比利因心理創傷停役，免受再度回到伊拉克的痛苦。比利原本沒有這個打算，但與菲珊的浪漫邂逅讓他產生了猶豫，他不想要因為離開而讓別人搶走菲珊。
意外的事情發生，B班成员突然被要求要一起參與半場秀的演出，成為背景的一部份。而在舞台上，嘹亮的音乐和烟火让本来就遭受战争创伤的B班成员心神不宁，另一同袍克拉克（博·纳普 饰）在表演結束後还因情緒失控而跟舞台工作人員發生肢體衝突。比利此时回想起那场让他们出名的战役。B班被要求前去增援在学校被叛军压制的队员。在接近掩体时，施洛姆中弹，比利冲过去挽救他，单手持枪回击周遭的叛军。比利把施洛姆拉进下水管，與進攻的敌人展开白刃战。结果比利成功殺死對方，卻也只能眼睜睜看著施洛姆因失血過多犧牲的過程，讓他悲傷的無以復加。
艾伯特幫B班推銷電影合同的工作不斷碰壁，比利和戴姆中士（加内特·赫德兰 饰）因此再度会见有意願投资這部电影的達拉斯队老板诺姆·奥格尔斯比（史蒂夫·马丁 饰）。然而，奥格尔斯比卻唐突的要求原本應向每位队友提供10万美元報酬的决定，将削减到5500美元。这提議让B班感到屈辱，認為自己的人生故事被當成廉價品販售，戴姆愤愤拒绝他的报酬。奥格尔斯比私底下找比利谈话，告诉比利这个故事不再属于比利，而是美国人民的。比利聞言決定与戴姆同一阵线，直接表白說這個故事正是他們真實經歷的人生，不是屬於別人的甚至是國家的，所以必須拒绝他的提议。兩方不歡而散後，艾伯特答应比利会以某种方式找到投资者，他们的故事值得用“正确的方式”呈现。
B班离场时，受到之前的舞台工作人员的袭击，立刻激发比利的創傷後壓力症候群，战争和死亡的超现实景象出现在他头脑中，最後打鬥因有人鳴槍而停止。比利在离开前与菲珊道别。他以開玩笑的口氣但其實是真心的說自己多想和她私奔，菲珊卻困惑的回答英雄應該屬於戰場才對，這讓比利明白了菲珊愛的是他的英雄形象而不是他本人。兩人分開之後，比利看到凯瑟琳已開車到現場想載走比利去找醫生，經過這一連串遭遇的比利堅決地搖頭拒絕。凯瑟琳無奈又生氣，但她知道比利心意已決，兩人泪水夺眶而出，相互擁抱，最後離別。
比利坐進他眼前的悍马車，在車內，他彷彿看到施洛姆坐在他旁邊和他说话慰藉他。轉過頭回到現實，他和B班的人都已經坐在豪華轎車內的位子上，大伙正盯著他看。車子發動時，比利說他愛他們，而所有人也告诉比利他们爱他。B班的人員將一個不缺的回到他們的歸宿：戰場。

## 演員
| 演員            | 角色                                 | 備註 |
| 喬·歐文         | 比利·林恩 Billy Lynn                 | 美國軍人，在經歷了伊拉克戰爭後，意外地在回國時受到了英雄式的對待，但他很快地發現自己眼前的一切竟是假象。 |
| 克莉絲汀·史都華 | 凱瑟琳·“凱”·林恩 Kathryn “Kat” Lynn  | 比利的姐姐，曾受到嚴重的車禍，對比利從軍一事一直放心不下。                                               |
| 克里斯·塔克     | 亞伯特 Albert                        | 比利等人的經紀人，積極想把他們的英勇事蹟對好萊塢銷售拍成電影來賺錢。                                     |
| 蓋瑞特·荷德倫   | 大衛·戴姆軍士 Sgt. David Dime        | 比利等人的班長。                                                                                         |
| 馮·迪索         | 施洛姆／蘑菇 Shroom                  | 比利的長官，對比利相當照顧，其言行也深深影響比利。                                                       |
| 史提夫·馬丁     | 諾姆·奧格爾斯比 Norm Oglesby         | 達拉斯牛仔隊的老闆，邀請比利他們參與球隊比賽的中場表演。                                                 |
| 班·普瑞特       | 賈許 Josh                            | 足球場的負責人。                                                                                         |
| 博·納普         | 克拉克 Crack                         | 擁有暴力傾向的男人。                                                                                     |
| 李淳            | 希歐多爾·楊／阿福 Theodore Yang／Foo | 電影原創人物。比利的同袍、外號「阿福」。                                                                 |
| 麥肯姬·李       | 斐森·索恩（Faison Zorn）             | 女啦啦隊員。                                                                                             |

## 製作
《貧民百萬富翁》的奧斯卡得主編劇受聘來為2014年小說《半場無戰事》改編成電影，但最終拍攝的版本是由新手編劇尚-克里斯托夫·卡斯特里所編寫。主要由Film4、The Ink Factory、Studio 8、保利博纳电影发行公司和三星製片公司製作。李安將執導本片。2015年2月25日，新人演員喬·歐文將在片中主演比利。同日，Deadline透露，李安想讓蓋瑞特·荷德倫參演擔任要角。史提夫·馬丁於2015年3月3日加入演員陣容。2015年3月6日，證實荷德倫確定參演。博·納普於2015年3月13日加入劇組。2015年4月1日，克莉絲汀·史都華加入飾演主角比利的姊姊凱瑟琳。同日，宣布班·普瑞特將飾演賈許一角。2015年4月8日，宣布馮·迪索和克里斯·塔克也加入擔任配角。

### 拍攝
電影於2015年4月的第二週在喬治亞州的洛克斯特格羅夫開拍。劇組也在亞特蘭大和摩洛哥取景。2015年4月17日，在亞特蘭大市中心的室內場景以高畫面3D技術拍攝。李安在CinemaCon上證實，電影將以每秒120幀的格式拍攝，成為電影史上最高幀速率。2015年5月14日，劇組於美洲商城拍攝。演員不化妝（劇情需要除外）得三個月前開始養生，屆時才能以最佳狀況上鏡頭。採此新技術拍攝的電影格式尚未有正式名稱，索尼暫稱「身歷數位」（Immersive Digital），在臺灣則稱「未來3D」。

## 發行
三星影業排於2016年11月11日在美國有限上映，2016年11月18日才會廣泛發行。2016年5月12日，首發前導預告，當中史卡蕾女聲合唱團所翻唱大卫·鲍伊〈Heroes〉的配樂，只用於該次預告，並不會出現在正片上；此外內容描寫殘酷血腥「戰場」與虛偽和平「半場」形成諷刺對比，故片方與李安共同選定沿用台版原著中譯書名《半場無戰事》為全球統一中文片名。後來李安認為比利就像的一種延續，而再度更名《比利·林恩的中場戰事》以符合片中描述19歲少年大兵比利成長的精神。
2016年8月22日，宣布電影最先於第54屆紐約影展上作全球首映。
全球只有5家戲院可放映120 FPS規格，分別是台灣「台北京站威秀影城」、美國洛杉磯與紐約跟中國大陸北京、上海。

## 迴響
2016年4月16日，在電影未來研討會（Future of Cinema Conference）上試映11分鐘片段，會後受訪者對新技術拍攝效果一片讚嘆之聲，電影電視工程師協會標準總監霍華德·路克甚至表示「還在抖」（shaking）、「看呆了」（stunned）。同年5月12日，首發前導預告眾所矚目，Yahoo Movies影評Jen Chaney稱之「大視效」（Big Visuals）、「大感動」（Big Emotion）。

### 評價
《比利·林恩的中場戰事》於紐約影展首映後獲得褒貶不一的評價。爛番茄根據160條評論，持有44%的新鮮度，平均得分5.4／10；該網站共識：「《比利·林恩的中場戰事》有著崇高的目標，但缺乏一個足以強力的劇本來實現它們——而它（指電影）在視覺上的創新往往只產生令人分心的效果。」。Metacritic得分53（滿分100），評價好壞各半參雜。大多數影評人稱讚其故事和角色內心的發展，但也批評其高清晰技術使人有些出戲。
該片在中國大陸地區上映後反響與北美截然不同，在大陸影迷權威網站豆瓣上，評分高達8.4/10。

### 票房
全球票房仅3093万美元，被美国《综艺报》（Varierty）认为是2016年最赔钱的五部电影之一。
2016年11月11日，電影在美國的兩間戲院有限上映，在其首映週末獲得12萬美元的票房。一周后該片開始在一千一百七十六間戲院廣泛放映但在首映當天僅獲得35萬美元的票房，最终在美国本土仅有173万美元左右票房，使得《比利·林恩的中場戰事》被認為是三星影業繼去年的《走鋼索的人》後另一部票房失利的電影。Deadline.com認為，並不是缺乏可用的相關設備而造成票房不佳，而是因為影評人和觀眾對於故事本身並無達成共鳴。
中國大陆方面，首週末獲得1170萬美元，為在國際的九個市場中票房最高的國家，最终累计1.62亿人民币，约合2376万美元，占其总票房的77%。
台灣方面，首週三天票房為新台幣3000萬元；最終全台票房為新台幣1.14億元。
| 上一届： 《奇異博士》 | 2016年台北週末票房冠軍 第46週 | 下一届： 《怪獸與牠們的產地》 |

### 榮譽
| 獎項         | 類別             | 得獎人                                            | 結果 | 參考   |
| ------------ | ---------------- | ------------------------------------------------- | ---- | ------ |
| 好萊塢電影獎 | 好萊塢製片人獎   | 馬克·普拉特（含《樂來越愛你》和《列車上的女孩》） | 獲獎 | [ 53 ] |
| 好萊塢電影獎 | 好萊塢電影作曲獎 | 麥可·唐納（含《送子鳥》）                         | 獲獎 | [ 53 ] |

## 備註
1. 資方博纳影业曾直譯「比利·林恩漫长的中场休息」。
2. 前譯「半場無戰事」。

## 外部連結
- 互联网电影数据库（IMDb）上《比利·林恩的中場戰事》的资料（英文）
- AllMovie上《比利·林恩的中場戰事》的资料（英文）
- 爛番茄上《比利·林恩的中場戰事》的資料（英文）
- Box Office Mojo上《比利·林恩的中場戰事》的資料（英文）
- Metacritic上《比利·林恩的中場戰事》的資料（英文）
- 開眼電影網上《比利·林恩的中場戰事》的資料（繁體中文）
- 豆瓣电影上《比利·林恩的中場戰事》的資料 （简体中文）
- 时光网上《比利·林恩的中場戰事》的資料（简体中文）